# Platja de Cala en Porter
La platja de Cala en Porter es troba al municipi d'Alaior a l'illa de Menorca. Està situada a 11 km al sud del poble d'Alaior. La platja té forma d'escopinya tenint una entrada molt sinuosa. A la platja desemboca un torrent, el torrent de Cala en Porter que té el seu origen molt a prop d'Alaior. La platja es troba dins de la urbanització del mateix nom.
La platja està envoltada per penya-segats amb una abundosa vegetació, sobretot a la franja dreta de la platja. A la franja esquerra hi ha cases i xalets de la urbanització.
Quant a les condicions marines i subaquàtiques de la platja s'ha de dir que no es recomana entrar-hi amb mal temps i a la nit, ja que és una zona on el vent del sud bufa bastant i la profunditat no és massa gran.
La platja rep un nombre important de turistes durant l'estiu. Té seguretat durant l'època estiuenca per part de la Creu Roja. A més l'Ajuntament d'Alaior ha prohibit l'entrada d'animals a tota la platja per evitar molèsties a les persones que es volen banyar tranquil·lament. També disposa de la Certificació Mediambiental.
A la urbanització que envolta la platja, com a curiositat té una de les coves més destacades de l'illa tant per la història com per l'ús que se li dona actualment, és la Cova d'en Xoroi. Aquesta cova avui en dia està oberta durant tot el dia i a la nit es converteix en una peculiar discoteca i té unes espectaculars vistes a la mar Mediterrània.	